# Classe Sjoormen
I 5 sottomarini Classe Sjoormen sono stati costruiti per le esigenze della Marina svedese. Essi sono stati progettati dalla Kockums di Malmö, che ne ha realizzati 3, mentre altri 2 sono stati prodotti dai cantieri Karlskrona Valvet.

## Progetto
Le loro caratteristiche sono state pensate per le basse acque del Baltico, quindi si tratta di battelli assai piccoli, soprattutto molto compatti.
 Essi non adottano uno scafo oceanico per le alte andature, ma una struttura del tipo 'Albacore', compatta, con piani di coda a X, e una sola elica, mentre la struttura è a doppio scafo. 
  La maneggevolezza è tale da riuscire a eseguire una virata di 360 gradi in 5 minuti, con un diametro descritto nel cerchio di 230 metri, mentre a 15 nodi riescono a fare la manovra i 2,5 minuti, superando buona parte delle navi di superficie.
Lo scafo resistente ha una ripartizione con 5 paratie verticali e 2 ponti.
Il motore elettrico è a poppa, calettato sull'unico asse, controllato da una sala di controllo, sistemata verso proravia, sul ponte superiore, sopra i motori diesel. Più avanti, le batterie dei motori sono sistemate nella parte bassa centrale dello scafo, sistemate in 2 grandi gruppi.
Sopra di esse vi è la centrale di comando e controllo, mentre avanti ad essa vi è la centrale di combattimento. Una serie di sistemi sono installati nella struttura della tozza torretta, con, a partire da poppa, uno snorkel, un'antenna radiogoniometrica, una antenna ESM, un periscopio di ricerca e uno di attacco.
Infine a prua vi sono gli alloggi dell'equipaggio, nella parte superiore, mentre le armi sono sotto, nel ponte inferiore, 4 tubi da 533 e 2 da 400mm, con una dotazione di siluri per 2 ricariche, 8 Typ 61 antinave (portata 20–30 km a 45 nodi) e 4 Typ 42 doppio ruolo da 400mm. I sonar di ricerca sono alloggiati sopra i tubi di lancio siluri e davanti al locale alloggi. Il combustibile è a centro nave, in casse apposite, mentre le casse di compenso sono sia a centro che a prua.

## Servizio
Le 5 unità, HMS Sjöormen II, HMS Sjölejonet II, HMS Sjöhunden II, HMS Sjöbjörnen II, HMS Sjöhästen, sono entrate in servizio negli anni '60 e sono rimaste a lungo, almeno per 20 anni, come i principali sottomarini svedesi, fino all'ingresso delle Västergötland dai tardi anni '70.